# Nové Mitrovice
Nové Mitrovice är en ort i Tjeckien.   Den ligger i regionen Plzeň, i den västra delen av landet, 80 km sydväst om huvudstaden Prag. Nové Mitrovice ligger 568 meter över havet och antalet invånare är 323.
Terrängen runt Nové Mitrovice är varierad, och sluttar västerut. Runt Nové Mitrovice är det ganska glesbefolkat, med 34 invånare per kvadratkilometer. Närmaste större samhälle är Rokycany, 19,2 km norr om Nové Mitrovice. I omgivningarna runt Nové Mitrovice växer i huvudsak barrskog.